# Lupinus magnificus
Lupinus magnificus är en ärtväxtart som beskrevs av Marcus Eugene Jones. Lupinus magnificus ingår i släktet lupiner, och familjen ärtväxter.

## Underarter
Arten delas in i följande underarter:
- L. m. glarecola
- L. m. hesperius
- L. m. magnificus

## Bildgalleri

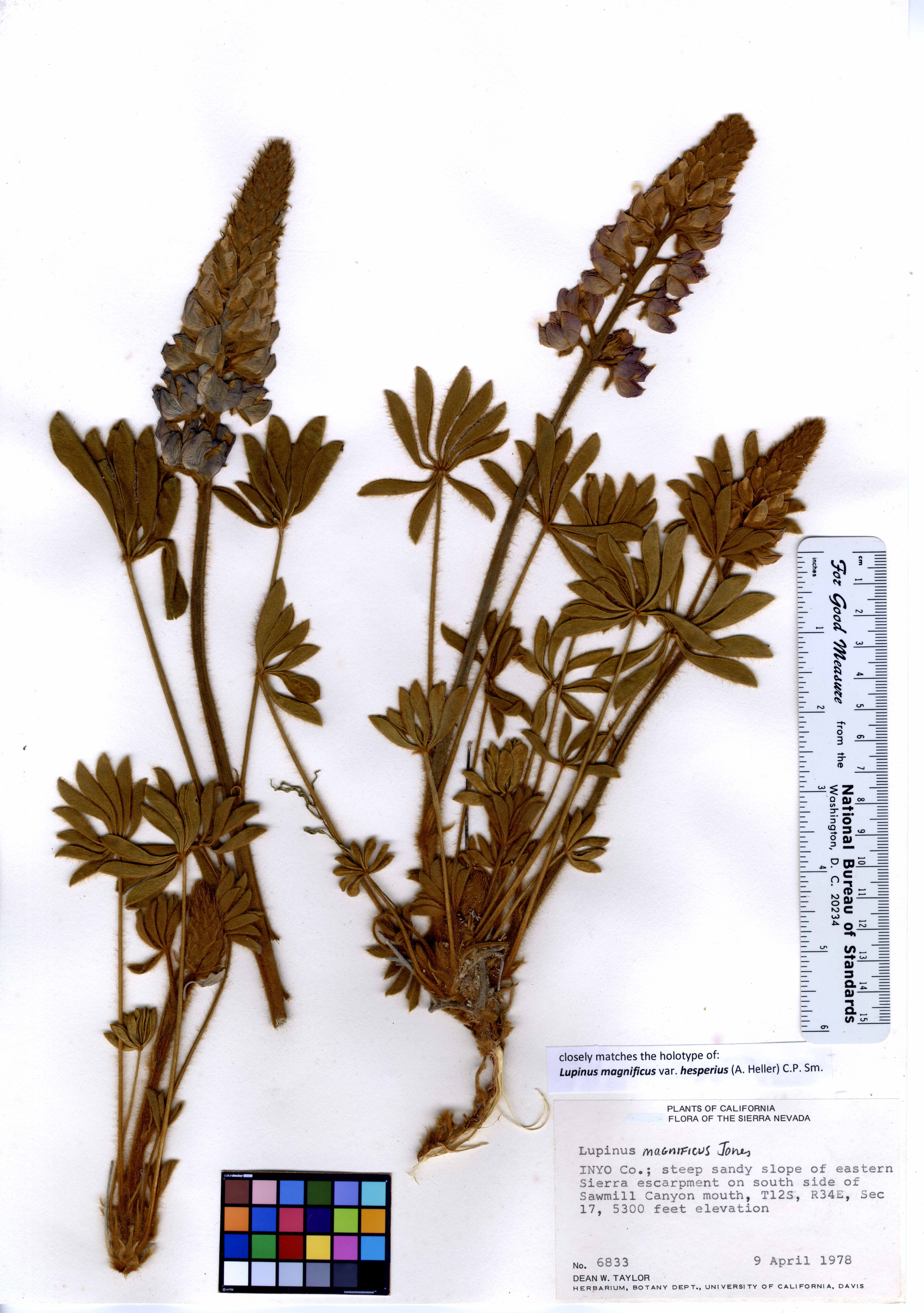